# Union sportive des clubs de Bassam
Maillots
Actualités
L'Union Sportive des Clubs de Bassam est un club de football ivoirien basé à Grand-Bassam et entraîné par l'ivoirien Nobert Bohé. Vainqueur de la MTN Ligue 2 2007, poule Abidjan, avec 56 points devant l'Athlétic (44 points), l'USCB a été promu en MTN Ligue 1 2008.

## Historique
Après guerre, il existait quatre clubs de football à Grand-Bassam : le  FCB; le Junior de Bassam, le Paris Essort et l'équipe des fonctionnaires. Ces clubs disputaient des matchs amicaux entre eux jusqu'au jour où fut créé le comité territorial du football à Abidjan. Les matchs officiels  furent lancés en Côte d'Ivoire au temps du Docteur Charasson.
La fusion des différents clubs fut alors préconisée et donna naissance à L'Union Sportive Club Bassam.
En 1946, avant l'ouverture de la saison, L'USCB effectuait un voyage triomphal à Half Assini. Bassam sortit vainqueur par trois buts à un.
Son équipe était composée comme suit :
- Viaud, Bédia, David, Bédou, Sébastien Georges Opoué,
- Gommis Michel dit "Gris-Gris", Kouassy Taboua dit "Tabou" et Stanislas Domingo. Ligne d'attaque la plus efficace de Côte d'ivoire à cette époque.

## Palmarès
- Championnat de Côte d'Ivoire (2)
  - Champion : 1960, 1961
  - Vice-champion : 1981

- Championnat de Côte d'Ivoire de D2
  - Champion : 2007

- Coupe de Côte d'Ivoire
  - Finaliste : 1983

## Section handball
Le club a aussi eu une section handball.
Les féminines ont notamment remporté la Coupe des clubs champions en 1989 tandis que la section masculine termine huitième de la Ligue des champions en 1995.